# Брюссель-Шарлеруа
Аеропорт Брюссель-Шарлеруа (фр. L'aéroport de Charleroi Bruxelles-Sud; англ. Brussels South Charleroi Airport;) (IATA: CRL, ICAO: EBCI) — міжнародний аеропорт, розташований в районі Гослен на північній околиці міста Шарлеруа, за 46 км на південь від Брюсселя, Бельгія. Найбільший аеропорт Валлонії і другий за пасажирообігом в Бельгії.
Аеропорт є одним з основних європейських хабів для ірландської бюджетної авіакомпанії Ryanair, яка виконує польоти звідси з 1997 року. Для ірландського перевізника аеропорт Шарлеруа став першим базовим аеропортом за межами Британії.
Аеропорт є хабом:
- Ryanair
- Air Belgium

## Історія
Як летовище місцевість Гослен почали використовувати ще в 1919 році, коли тут розташувалася місцева школа пілотажу. Проте незабаром летовище стало використовуватися лише як база для авіабудівників. Зокрема, в 1931 році своє виробництво тут відкрила британська компанія Fairey.
Після Другої світової війни Гослен починає використовуватися і в якості цивільного летовища, але основна діяльність як і раніше пов'язана з авіабудуванням.
В 1970 році бельгійська авіакомпанія Sabena відкриває пасажирське сполучення по маршруту Льєж - Шарлеруа - Лондон, однак це підприємство не мало успіху і незабаром лінія була закрита. Після цієї невдачі летовище використовувалося переважно для приватних і навчальних польотів. Іноді звідси вирушали чартерні рейси до Середземномор'я і Алжир.
Новий етап в історії аеропорту почався в 1990-і роки, коли була реорганізована його структура. 1997 року свої рейси з Шарлеруа стала здійснювати ірландська компанія Ryanair.
В січні 2008 року введено в експлуатацію новий термінал аеропорту, здатний приймати до 5 млн пасажирів на рік.

## Авіалінії та напрямки
| Авіакомпанія     | Пункт призначення |
| ---------------- | --- |
| Air Algerie      | Алжир |
| Air Corsica      | Сезонний: Аяччо, Бастія, Кальві |
| Belavia          | Мінськ |
| Pegasus Airlines | Стамбул–Сабіха Гекчен |
| Ryanair          | Агадір, Аліканте, Анкона, Афіни, Баня-Лука, Барселона, Барі, Бергамо, Біарриц, Болонья, Бордо, Братислава, Бріндізі, Бухарест, Будапешт, Кальярі, Каркассонн, Комізо, Копенгаген, Дублін, Единбург, Фару, Фес, Фуертевентура, Глазго (з 2 квітня 2019), Гран-Канарія, Краків, Ламеція-Терме, Лансароте, Лісабон, Мадрид, Малага, Манчестер, Марракеш, Марсель, Монпельє (завершення 30 березня 2019), Надор, Неаполь, Нім, Уджда, Палермо, Пальма-де-Мальорка, Перпіньян, Пескара, Піза, Порту, Прага, Подгориця, Рабат, Реус, Рига, Рим–Чіампіно, Сантандер, Севілья, Софія, Стокгольм-Скавста, Танжер, Тель-Авів (з 28 жовтня 2019),, Тенерифе-Південний, Салоніки, Тулуза, Тревізо, Турин, Валенсія, Вільнюс, Варшава–Модлін, Вроцлав (завершення 25 жовтня 2019), Сарагоса Сезонний: Альгеро, Альмерія, Бержерак, Безьє, Ханья, Корфу, Фігарі, Жирона, Ібіца, Ла-Рошель, Перуджа, Пула, Реус, Родос, Рієка, Родез, Задар |
| TUI fly Belgium  | Алжир, Аліканте, Беджая, Касабланка, Константіна, Фес, Гран-Канарія, Хургада, Малага, Мурсія, Надор, Оран, Уджда, Варзазат, Рабат, Шарм-ель-Шейх, Танжер, Тенерифе-Південний, Тлемсен, Тулон, Туніс Сезонний: Ель-Хосейма, Анталія (з 7 квітня 2019),, Джерба, Енфіда, Ес-Сувейра, Іракліон, Ніцца, Пальма-де-Мальорка, Родос |
| Wizz Air         | Бухарест, Будапешт, Варшава–Шопен, Київ-Жуляни, Кишинів, Клуж-Напока, Крайова, Кутаїсі, Львів (з 27 березня 2022), Любляна, Сібіу, Скоп'є, Софія, Тімішоара, Яси |

## Статистика
| Рік  | Пасажирообіг | Зміни пасажирообігу |
| ---- | ------------ | ------------------- |
| 2001 | 773,431      | –                   |
| 2002 | 1,271,979    | ▲64.45%             |
| 2003 | 1,803,587    | ▲41.19%             |
| 2004 | 2,034,797    | ▲12.81%             |
| 2005 | 1,873,349    | ▼8.61%              |
| 2006 | 2,166,360    | ▲15.64%             |
| 2007 | 2,458,255    | ▲13.47%             |
| 2008 | 2,957,026    | ▲20.28%             |
| 2009 | 3,937,187    | ▲33.14%             |
| 2010 | 5,195,372    | ▲31.96%             |
| 2011 | 5,901,007    | ▲15.18%             |
| 2012 | 6,516,427    | ▲10.43%             |
| 2013 | 6,786,979    | ▲4.15%              |
| 2014 | 6,439,957    | ▼5.1%               |
| 2015 | 6,956,302    | ▲8.01%              |
| 2016 | 7,303,720    | ▲4.99%              |
| 2017 | 7,698,767    | ▲5.41%              |
| 2018 | 8,029,680    | ▲4.29%              |